# NGC 3857
NGC 3857 هي مجرة تتبع كوكبة الأسد. اكتشفها إدوارد ستيفان في 23 مارس 1884.

## روابط خارجية
- NGC 3857 على موقع ويكي سكاي: DSS2, SDSS, GALEX, IRAS, Hydrogen α, X-Ray, Astrophoto, Sky Map, Articles and images